# Villa Farnese

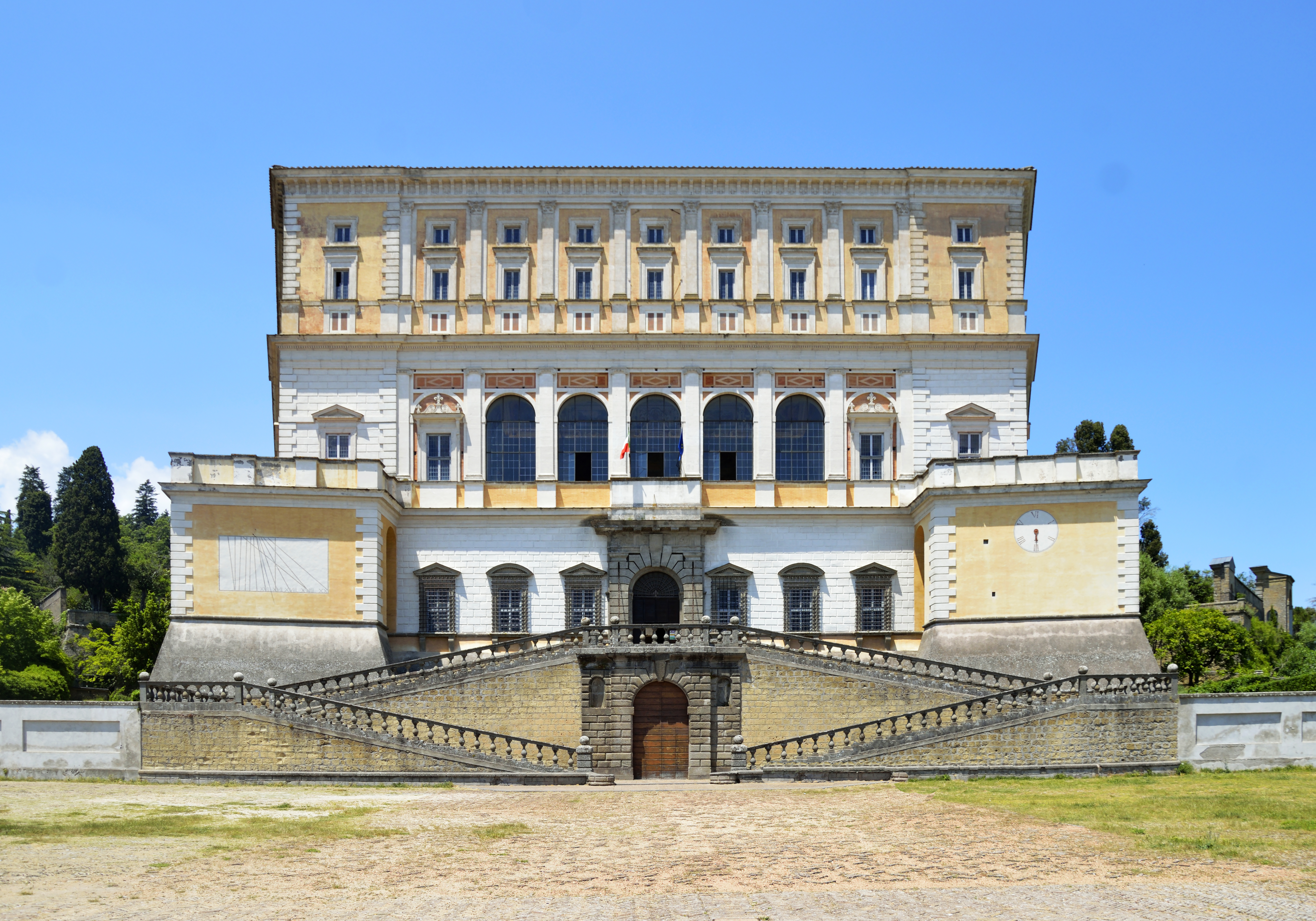
O Palazzo Farnese em Caprarola.

Villa Farnese ou Villa Caprarola, conhecida também como Palazzo Farnese (em português:  Palácio Farnésio), é um villa da Itália, localizado na cidade de Caprarola, Província de Viterbo, Norte do Lácio, aproximadamente 50 km (35 milhas) a noroeste de Roma. Não deve ser confundido com os outros palácios da família Farnese; a Villa Farnesina, o Palazzo Farnese em Roma e o Palazzo Farnese em Placência.
O Palazzo Farnese é uma maciça construção Renascentista, edificada cerca de 1550, abrindo-se para o Monte Cimini, um conjunto de colinas vulcânicas densamente arborizadas. Tem uma planta pentagonal, e é constituído por pedra vermelha dourada; contrafortes suportam o piano nobile, com dois andares por cima, o que acolhe uma quase cimpleta villa de dois pisos, por si própria. Como um palácio poderoso no centro dos vastos domínios dos Farnésio (em italiano:  Farnese), a Villa Farnese sempre foi mais que uma villa, no seu sentido comum de edifício de apoio à agricultura ou de recreio.
A forma da villa foi pré-determinada pela rocca, as fundações da fortaleza pentagonal sobre as quais assenta, as quais foram construídas na década de 1520 por Antonio Cordiani e Baldassare Peruzzi. Cada face do pentágono fica inclinada para dentro, em direcção ao seu centro, para permitir atacar o fogo numa suposta força de escalada, tanto do centro como dos bastiões avançados de cada ângulo de canto da fortaleza. É por esse motivo que o circular pátio central também é determinado pelas necessidades da planta pentagonal.

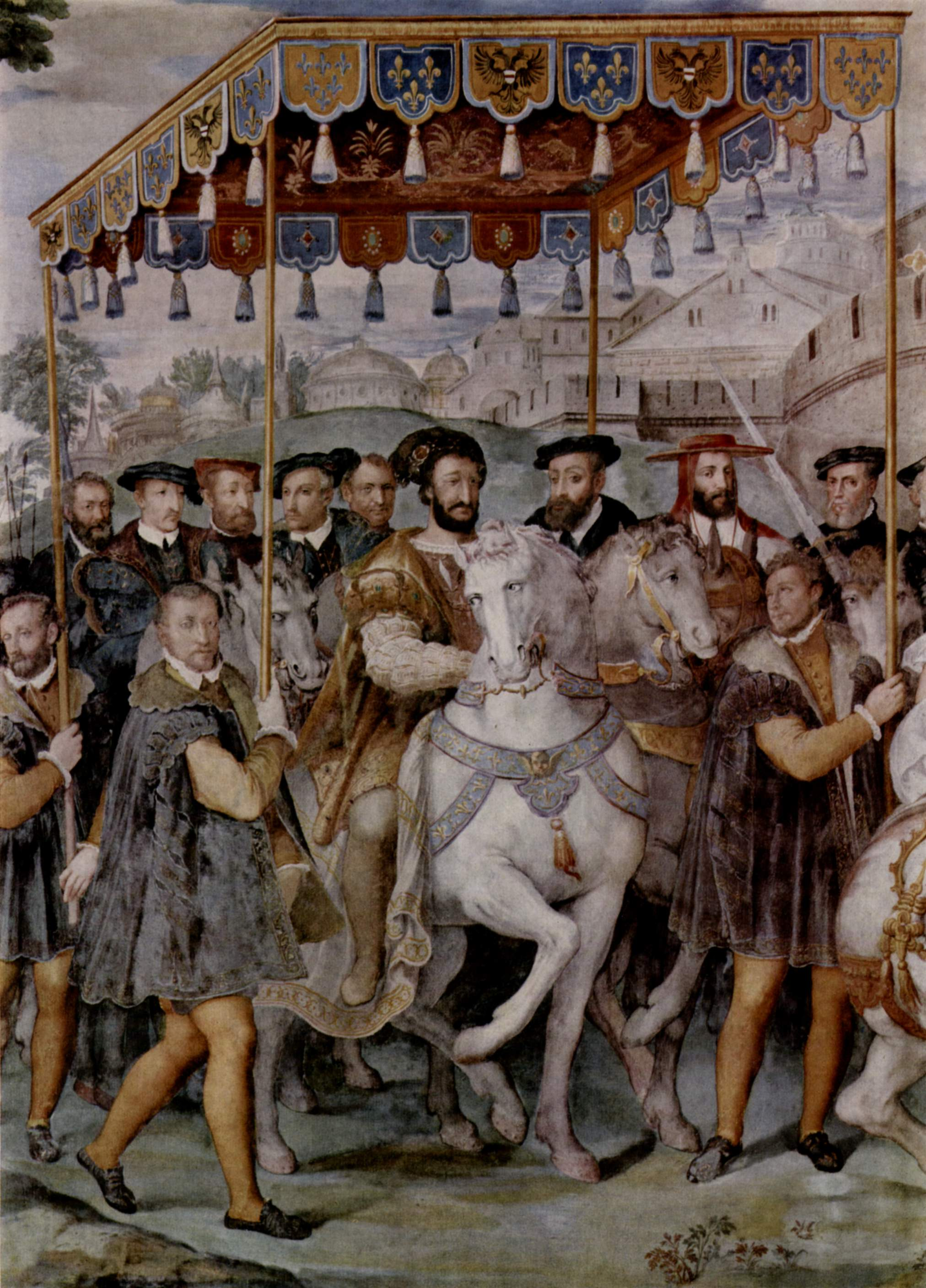
Fasti Farnesiani (Feitos de Farnese), por Taddeo Zuccari. Retrata a entrada do Imperador Carlos V, Francisco I de França e Cardeal Alessandro Farnese, em Paris.

## História
O Palazzo Farnese foi encomendado, em 1559, pelo Cardeal Alexandre Farnésio (em italiano:  Alessandro Farnese), um neto do Papa Paulo III, que ficou conhecido por promover as ambições das suas relações. Este seleccionou para arquitecto Giacomo Barozzi da Vignola, que trabalhou na villa de Caprarola até à sua morte, em 1573. Farnese foi um cortês homem de letras, contudo, a família Farnese tornou-se impopular no seu conjunto devido ao Papa seguinte, Júlio III. Alessandro Farnese decidiu que seria sagaz retirar-se do Vaticano durante um período. Seleccionou, então, Caprarola, no domínio familiar de Ronciglione, o qual era suficientemente próximo e afastado de Roma para construir um palácio de campo.

## Desenho

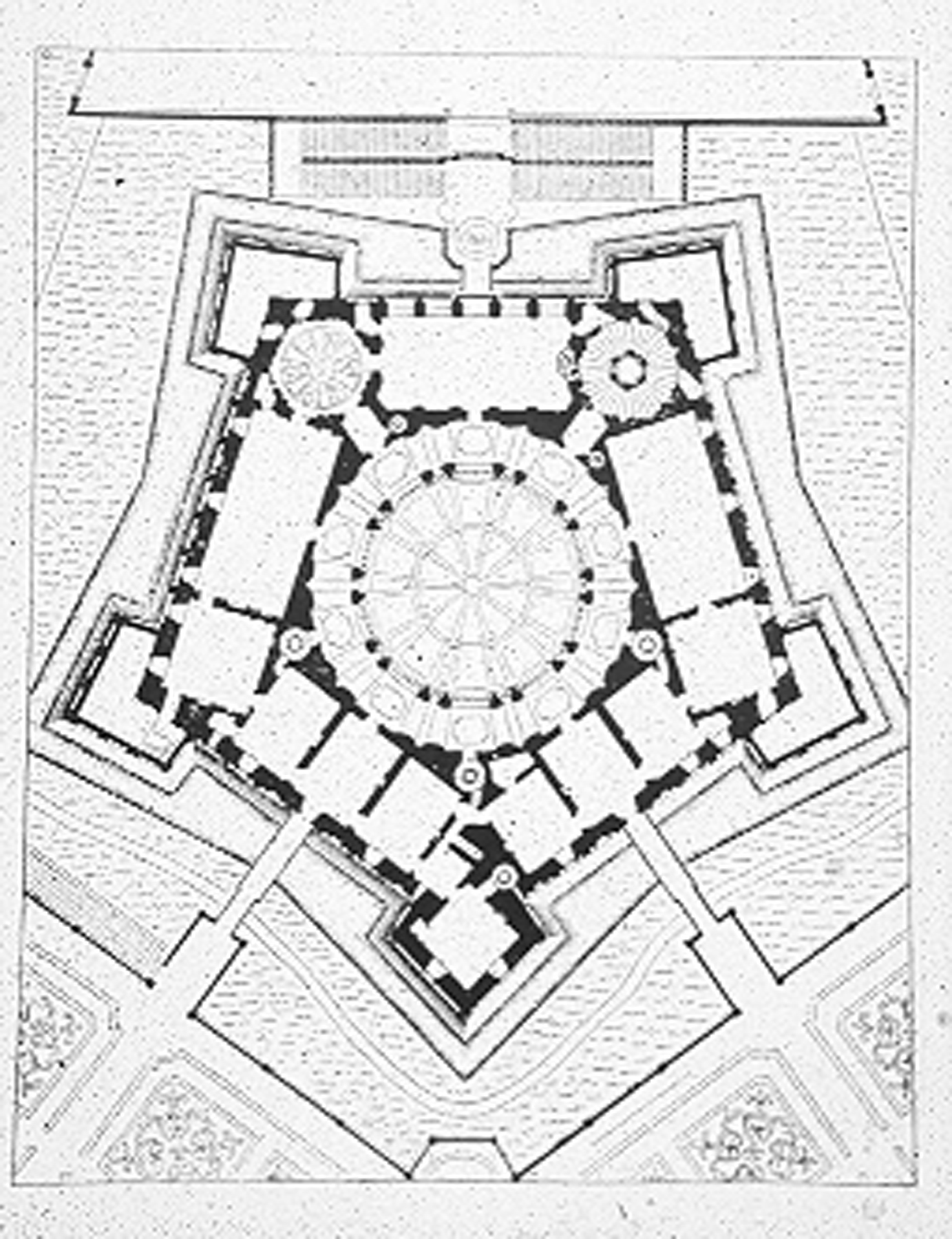
Gravura da planta modificada por Vignola.

O Palazzo Farnese constitui um dos melhores exemplos da arquitectura do Renascimento. O ornamento é usado frugalmente para realizar a proporção e a harmonia. Assim, enquanto a villa domina as redondezas, o seu severo desenho também complementa o lugar. Este estilo particular, conhecido actualmente como Maneirismo, foi uma reacção aos desenhos dos primeiros ornatos da Alta Renascença, de vinte anos mais cedo.
Em 1559, Vignola, o arquitecto escolhido pela dificuldade e inospitalidade do lugar, havia provado recentemente o seu temperamento ao desenhar a Villa Giulia, nos arredores de Roma, para o Papa anterior, Júlio III. Vignola, na sua juventude, havia sido fortemente influenciado por Michelangelo. Os seus planos, que seriam seguidos, apontavam para um pentágono em volta de um pátio circular colunado. Neste pátio com galerias, pares de colunas jónicas flanqueiam nichos contendo bustos dos Imperadores Romanos, por cima da arcada rusticada, um trabalho inspirado no esquema de Bramante para a "Casa de Rafael", na Villa Giulia, Roma. Um outro detalhe Bramantesco é a entabladura que quebra para a frente por cima das colunas, ligando-as em cima, enquanto permanecem em bases separadas. A galeria interior formada pela arcada possuía afrescos com grotescos ao estilo de Rafael, à maneira da Lodge do Vaticano. A galeria e pisos superiores foram enriquecidos com cinco escadarias em espiral em volta do pátio: a mais importante desta é a Scala Regia ("Escadaria Real"), que cresce pelos andares principais.
No exterior, o Palazzo Farnese aproxima-se por degraus da piazza da aldeia, uma série de plataformas a começar no sotteranei (cave) escavado no tufo, rodeado por íngremes degraus curvados que levam ao terraço acima. Este piso subterrâneo nas fundações aparece como uma série de botaréus e paredes de conservação; os grandes portões fortemente gradeados na parede rusticada parecem conduzir à sala dos guardas de uma fortaleza, enquanto por cima uma dupla escadaria curva com balaustrada conduz ao terraço acima. Este, por sua vez, possui uma dupla escadaria formal para a entrada principal no Piano dei Prelati (Andar dos Prelados). Este andar em forma de bastião, o qual aparece como um segundo andar, é rusticado, com um severo arco como porta principal flanqueado por três janelas de cada lado. A fachada neste nível é terminada por sólida projecções massivas. 
Por cima deste fica o piano nobile de altura dupla, onde cinco gigantescas janelas arcadas dominam incongruentemente a fachada sobre a porta da frente; por cima disto assentam mais dois andares, com numerosas janelas divididas por pilastras rusticadas em revestimento de pedra.

## Interiores

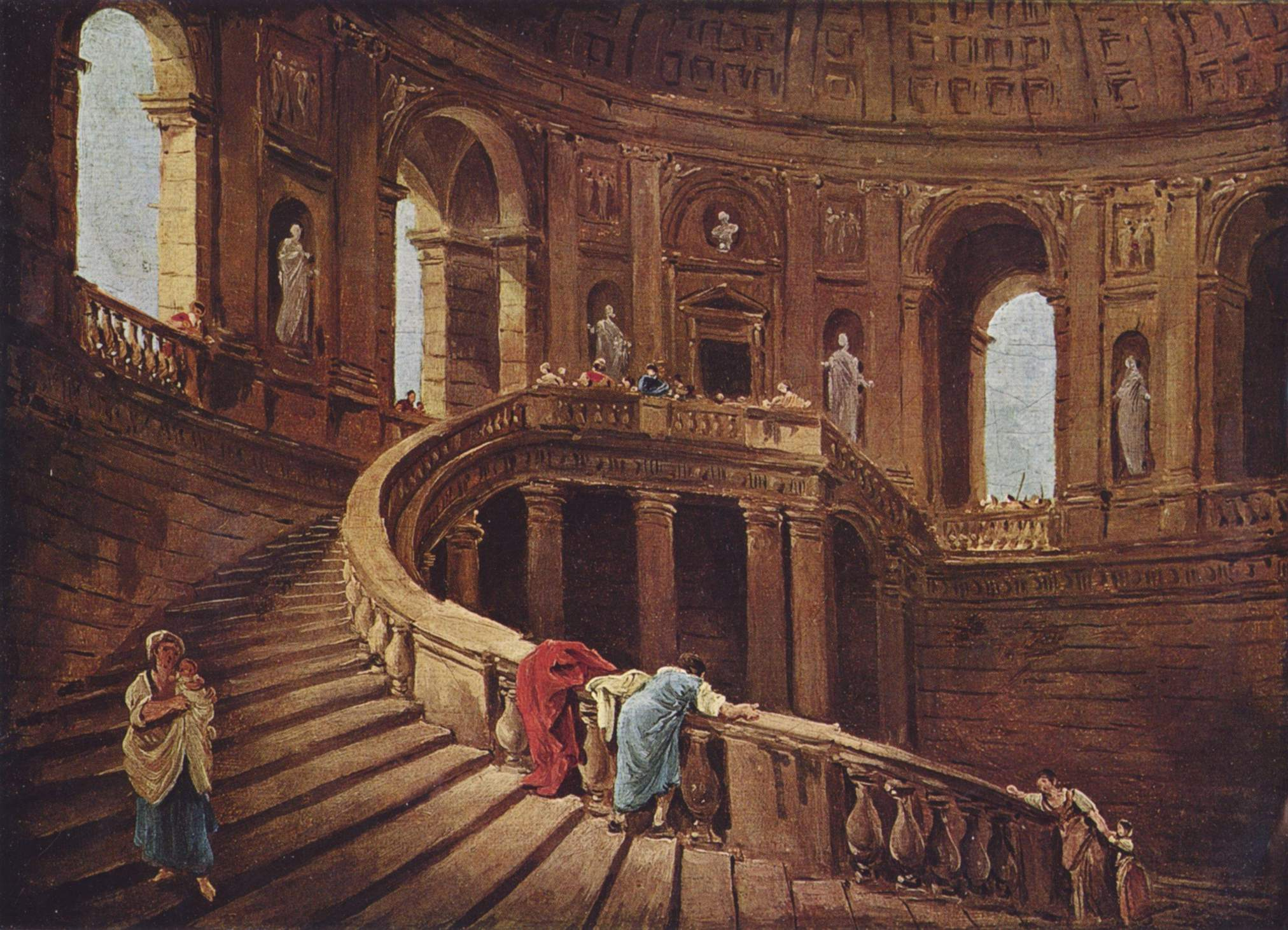
A famosa Scala Regia no Palazzo Farnese.

A escadaria principal, ou Scala Regia, é uma graciosa espiral de degraus suportada por pares de colunas jónicas que se elevam através de três andares, com afrescos de Antonio Tempesta. 
No piano nobile, uma série de doze salas de aparato é famosa pelos seus frescos maneiristas criados pelos irmãos Taddeo e Federico Zuccari. Os afrescos representam os feitos de Alexandre o Grande, Hércules e, claro, os próprios membros da família Farnese: na Galeria dos Anais Farnese, decorada pelos irmãos Zaccarii, os Farnese são descritos em todos os seus momentos gloriosos, desde o pavimento ao tecto cofrado. Outra sala notável é a Galeria de Jantar de Verão, também com afrescos, mas igualmente com esculturas como uma gruta. Entre os outros artistas contratados para a decoração de afrescos incluem-se Giacomo Zanguidi (o Bertoia), Raffaellino da Reggio, Antonio Tempesta, Giacomo del Duca e Giovanni De Vecchi.

## Jardins

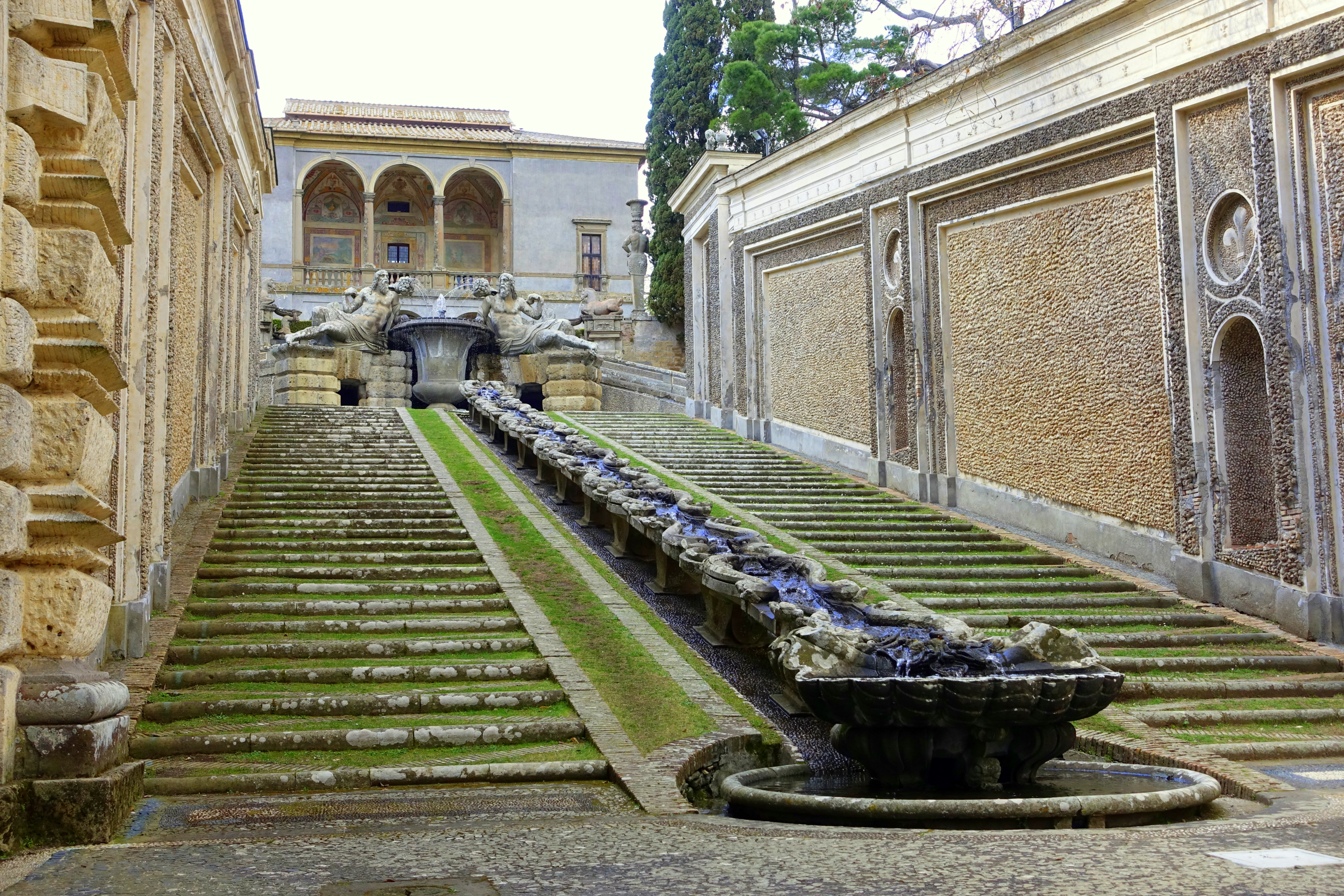
Escadaria nos jardins da Villa Farnese

Os jardins do Palazzo Farnese são tão impressionantes como o próprio edifício. O tema de fortaleza da villa é transportado para o exterior através dum fosso e três pontes levadiças. Devido à planta pentagonal, duas fachadas enfrentam os jardins, cada uma com o seu parterre para além do fosso. O jardim baixo é enriquecido com uma ponte levadiça a partir do terraço do piano nobile. Este é constituído por um parterre de Buxos esculpidos e fontes. Em tempos existiu aqui um teatro em forma de gruta. Um passeio através dos bosques a partir deste jardim conduz ao bem conhecido Casino, uma pequena casa de Verão habitável. Uma catena d'acqua (uma espécie de cascata corrente num tanque de pedra) flui desde a galeria do casino para as fontes em baixo. O casino, ornado e provido de afrescos, possui os seus próprios parterres, quase como uma villa em miniatura.

## Actualidade

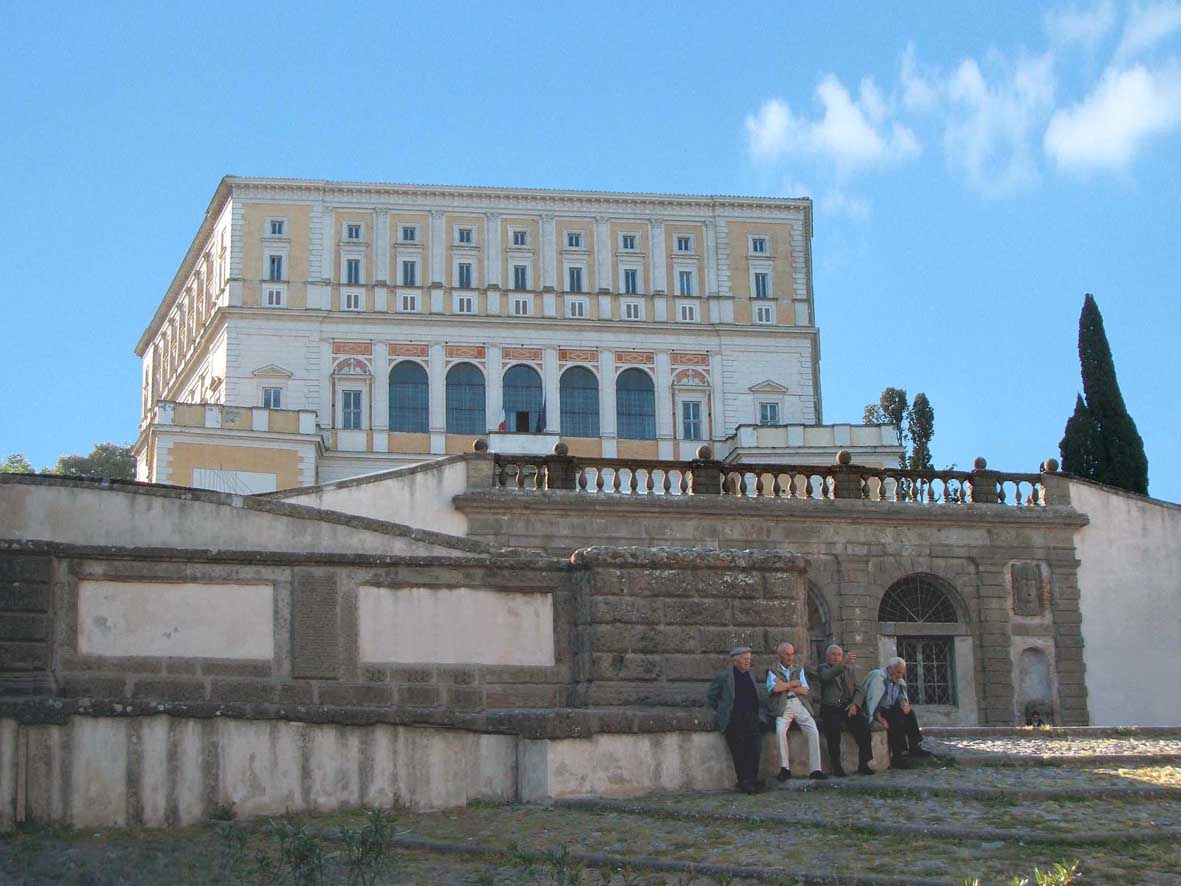
Fachada principal do Palazzo Farnese.

Alexandre Farnésio morreu em 1589, deixando as suas propriedades aos seus parentes, os Farnésio Duques de Parma. As luzes já escureciam na Villa Farnese, a fabulosa colecção do Cardeal foi transferida para as propriedades da família em Nápoles. No século XIX, a villa tornou-se, durante algum tempo, residência do herdeiro ao trono da recém unida Itália, mas nesta época as luzes limitaram-se a bruxulear. 
Atualmente, o Casino e os seus jardins constituem uma das residências do Presidente da República da Itália. A vazia villa principal, propriedade do Estado, encontra-se aberta ao público. Os numerosos salões, salas e galerias, todos com os seus mármores e afrescos, assim como a arquitectura da villa em forma de grande palazzo, ainda são tão impressionantes e intimidantes como pretendiam ser quando foram construídos.

## Referência
- Peter J. Murray, The Architecture of the Italian Renaissance Londres: Batsford, p. 240 (1963).

## Ligação externa
- Fotografias